# 巯基乙酸铵
巯基乙酸铵是一种有机化合物，化学式为HSCH2CO2NH4，可用作冷烫液。

## 制备
巯基乙酸铵可以氯乙酸钠和硫脲为原料制备：
ClCH2COONa + H2NC(S)NH2 —80℃→ HN=C(NH2)S-CH2COOH + NaCl
2 HN=C(NH2)S−CH2COOH + Ba(OH)2 → Ba(SCH2COO)2Ba + 2 NH2CONH2 + H2O
Ba(SCH2COO)2Ba + 2 NH4HCO3 → 2HSCH2COONH4 + 2 BaCO3

## 用途
巯基乙酸铵可以作为冷烫剂卷发。